# Frans Peeters (schutter)
Frans Peeters (Herentals, 30 augustus 1956) is een voormalig Belgisch schutter. 

## Levensloop
Peeters nam drie maal deel aan de Olympische Spelen. In 1988 behaalde hij een bronzen medaille in de categorie Olympische trap. In 1992 en 1996 behaalde hij de Olympische finale. In 1996 nam hij ook deel aan de dubbele trap waar hij ook de finale haalde.
Ook nam hij 11x deel aan de wereldkampioenschappen (1991, 1993-1995, 1998, 1999, 2002, 2003, 2005, 2007 en 2010) en 14x aan de Europese kampioenschappen (1992-2022, 2004, 2007 en 2013). Tweemaal eindigde hij in de top 10 op een WK in het onderdeel 'trap', met name in 1991 te Perth (4e) en in 1993 te Barcelona (6e). Zijn beste resultaat (15e) in het onderdeel 'dubbele trap' zette hij er neer in 1995 te Nicosia. In de 'trap' behaalde hij op het EK van 1993 te Brno en 1994 te Lissabon goud. In de 'dubbele trap' was zijn beste resultaat er een vijfde plek op de EK's van 1992 (Istanbul) en 1996 (Tallinn).
Tevens behaalde hij in het onderdeel 'trap' ook tweemaal zilver (1994 te Nicosia en 1990 te Mexico-Stad) en eenmaal brons (1998 te Brunei) in een wereldbeker-wedstrijd. In 1988 te München werd hij derde in de wereldbekerfinale in dit onderdeel. In 1993 te Los Angeles ten slotte behaalde hij zilver op de WB-manche in het onderdeel 'dubbele trap'.
Zijn zoon Yannick is eveneens actief in de schietsport. Samen baten ze schietstand 'Tir der Kempen' en een wapenhandel uit te Noorderwijk.